# 바네사 칼라진스카야
바네사 발레리예우나 칼라진스카야(벨라루스어: Ванэса Валер'еўна Каладзінская, 러시아어: Ванесса Валерьевна Колодинская 바네사 발레리예브나 콜로딘스카야[*], 1992년 12월 27일~)는 벨라루스의 레슬링 선수이다. 2020년 하계 올림픽에서 여자 밴텀급 동메달을 획득했으며 세계 레슬링 선수권 대회에서 2회 우승을 차지했다.

## 수상
- 국제급 벨라루스 체육 명인